# Dorcadion grustani
Dorcadion grustani är en skalbaggsart som först beskrevs av González 1992.  Dorcadion grustani ingår i släktet Dorcadion och familjen långhorningar. Inga underarter finns listade i Catalogue of Life.